# Richard Melillo
Richard Melillo, né le 24 juin 1959 à Marseille, est un judoka français concourant dans la catégorie des moins de 71 kg.

## Carrière
Champion de France de judo des moins de 71 kg en 1983, 1986, 1987 et 1989, Richard Melillo remporte le Tournoi de Paris en 1985.
Il est médaillé d'or aux Championnats d'Europe par équipes de judo en 1984 et médaillé d'argent en 1985. 
Individuellement, il est médaillé d'or aux Championnats d'Europe de judo 1983, médaillé d'argent aux Championnats d'Europe de judo 1987 et médaillé de bronze aux Championnats d'Europe de judo 1985. Il est médaillé d'argent des moins de 71 kg aux Jeux méditerranéens de 1983 à Casablanca et aux Jeux méditerranéens de 1987 à Lattaquié.